# ماريوس إريكسن
ماريوس إريكسن (بالنرويجية البوكمول: Marius Eriksen)‏ هو لاعب جمباز فني نرويجي، ولد في 9 ديسمبر 1886 في Barbu, Norway ‏ في النرويج، وتوفي في 14 سبتمبر 1950 في أوسلو في النرويج.

## وصلات خارجية
- ماريوس إريكسن على موقع أوليمبيديا (الإنجليزية)